# Trolejbusy w Sztokholmie
Trolejbusy w Sztokholmie – zlikwidowany system komunikacji trolejbusowej w stolicy Szwecji, Sztokholmie.

## Historia
Pierwszą linię trolejbusową o nr 41 otwarto 20 stycznia 1941. Linia kursowała na trasie Stadshagsplan – Karlaplan. 1 października linię nr 41 wydłużono do Furusundsgatan oraz uruchomiono nową linię nr 32 na trasie Fridhemsplan – Banérgatan (Djurgårdsbron). Jeszcze w 1941 otwarto linię Medborgarplatsen – Kvarnholmen. Operatorem na tej linii była spółka Trafik AB Stockholm-Kvarnholmen (TSK). 1 października 1943 otwarto linię nr 42 na trasie Fridhemsplan – Värtavägen. 16 stycznia 1954 uruchomiono linię nr 96, która kursowała na trasie N Bantorget – St Essingen. 16 grudnia 1946 uruchomiono linię nr 31 na trasie Mariebergsgatan – Sandhamnsplan. 24 listopada 1947 na trasie Odenplan – Duvnäsgatan uruchomiono linię nr 36. 9 lutego 1948 na trasie Bergsunds Strand – Stureplan uruchomiono linię nr 30. 8 listopada 1948 na trasie Odenplan – Eriksdal (Skanstull) uruchomiono linię nr 33. 1 lutego 1949 na trasie Birkagatan – Skanstull uruchomiono linię nr 34. 25 lipca 1949 na trasie Slussen – Ekensberg uruchomiono linię nr 98. 1 października 1950 otwarto dwie nowe trasy i linie:
- Brunkebergstorg – Årsta Norra, linia 90
- Brunkebergstorg – Årsta Södra, linia 91

W 1951 linię nr 30 wydłużono do Reimersholme. 26 maja 1952:
- zlikwidowano linię nr 31
- końcówkę linii nr 32 przeniesiono z Djurgårdsbron do Sandhamnsplan

W 1953:
- linię nr 41 skrócono z Furusundsg do Karlaplan
- linię nr 42 wydłużono do Furusundsgatan

W 1954 linię nr 30 wydłużono przez Sturegatan do Karlavägen oraz linię nr 32 do Frihamnen. 17 listopada 1955 linię nr 98 zastąpiono linią autobusową. 24 listopada 1957 zlikwidowano linię nr 34. 1 lipca 1958 linię nr 33 skrócono z Eriksdal do Danvikstull oraz linię nr 36 zastąpiono linią autobusową. W 1959 zlikwidowano linię należącą do TSK. W kolejnych latach likwidowano kolejne linie i zastępowano je liniami autobusowymi:
- 10 sierpnia 1959 linię nr 30
- 27 czerwca 1960 linię nr 33
- 23 maja 1961 linię nr 96
- 5 kwietnia 1964 linię nr 32, 42, 90 i 91

Ostatnią linię nr 41 zlikwidowano 31 sierpnia 1964.